# Апиаи
Апиаи (порт. Apiaí)  —  муниципалитет в Бразилии, входит в штат Сан-Паулу. Составная часть мезорегиона Итапетининга. Входит в экономико-статистический  микрорегион Капан-Бониту. Население составляет 27 621 человек на 2006 год. Занимает площадь 968,841 км². Плотность населения — 28,5 чел./км².

## История
Город основан 14 августа 1771 года. 

## Статистика
- Валовой внутренний продукт на 2003 составляет 197.034.076,00 реалов (данные: Бразильский институт географии и статистики).
- Валовой внутренний продукт на душу населения на 2003 составляет 7.188,40 реалов (данные: Бразильский институт географии и статистики).
- Индекс развития человеческого потенциала на 2000 составляет 0,716 (данные: Программа развития ООН).

## География
Климат местности: субтропический. В соответствии с классификацией Кёппена, климат относится к категории Cfb.